# Søndersø (Viborg)
Søndersø är en sjö i Viborg i Danmark.   Den ligger i Region Mittjylland,  210 km väster om Köpenhamn. Søndersø ligger 11 meter över havet.  Arean är 1,45 kvadratkilometer.
Sjön ligger strax söder om sjön Nørresø.